# Лондонська Королівська опера
Лондонська Королівська опера (англ. Royal Opera, London), часто звана також оперним театром Ковент-Гарден, англ. Covent Garden, відповідно до своєї початкової назви, взятої з однойменного району Лондона, де розташований Королівський театр Ковент-Гарден — найбільша оперна трупа Великої Британії.

## Історія

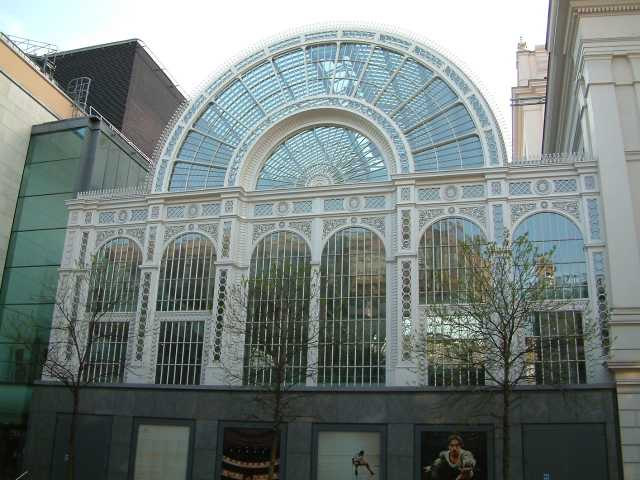
Лондонська Королівська опера

Оперна компанія Ковент-Гарден (англ. Covent Garden Opera Company) була заснована в 1946 році. Її принципом, хоча ніде офіційно і не заявленим, було виконання опер виключно англійською мовою. У зв'язку з цим на початковому етапі склад виконавців в Ковент-Гардені залишався переважно однонаціональним: на лондонській сцені співали англійці, а також співаки з країн Співдружності (австралійка Джоан Сазерленд, канадець Джон Вікерс та ін.) Відповідно до цього і в репертуарі Ковент-Гардена особливо велике місце займали англійські опери — твори Бенджаміна Бріттена (в тому числі «Глоріана», поставлена в 1953 р. до коронації Єлизавети II), Ральфа Воан-Вільямса, Майкла Тіппета, Артура Блісса. Окремі винятки, на кшталт появи Елізабет Шварцкопф в партії Мімі в постановці «Богеми» 1948 року або участі Ганса Готтера — Вотана в вагнерівському «Кільці Нібелунга» в тому ж році, не змінювали картини. Однак цей принцип увійшов у суперечність із загальносвітовою тенденцією до інтернаціоналізації музичної сцени: лондонські глядачі хотіли бачити і чути світових зірок нарівні з національними. В 1958 році, на який припали ювілейні урочистості з нагоди сторіччя нинішнього будинку театру, негласні обмеження на спів не по-англійськи були фактично зняті (зате вони збереглися в іншій лондонській оперній трупі — Англійській Національній опері).
З кінця 1950-х років інтерес публіки до постановок опери Ковент-Гарден неухильно зростав, привівши до виникнення величезних черг за квитками, — адміністрація театру намагалася вирішувати цю проблему попередньою роздачею спеціальних талонів з зазначеним часом, протягом якого власникові талона слід було з'явитися в касу для придбання квитка. На хвилі зростання популярності театру в 1968 році йому було присвоєно назву Королівського.

## Музичні керівники
- Карл Ранкл (1946–1951)
- Рафаель Кубелік (1955–1958)
- Георг Шолті (1961–1971)
- Колін Девіс (1971–1987)
- Бернард Гайтінк (1987–2002)
- Антоніо Паппано (з 2002 р.)